# Oppligen
Oppligen är en ort och kommun i distriktet Bern-Mittelland i kantonen Bern, Schweiz. Kommunen har 659 invånare (2023).